# گذرنامه فنلاندی

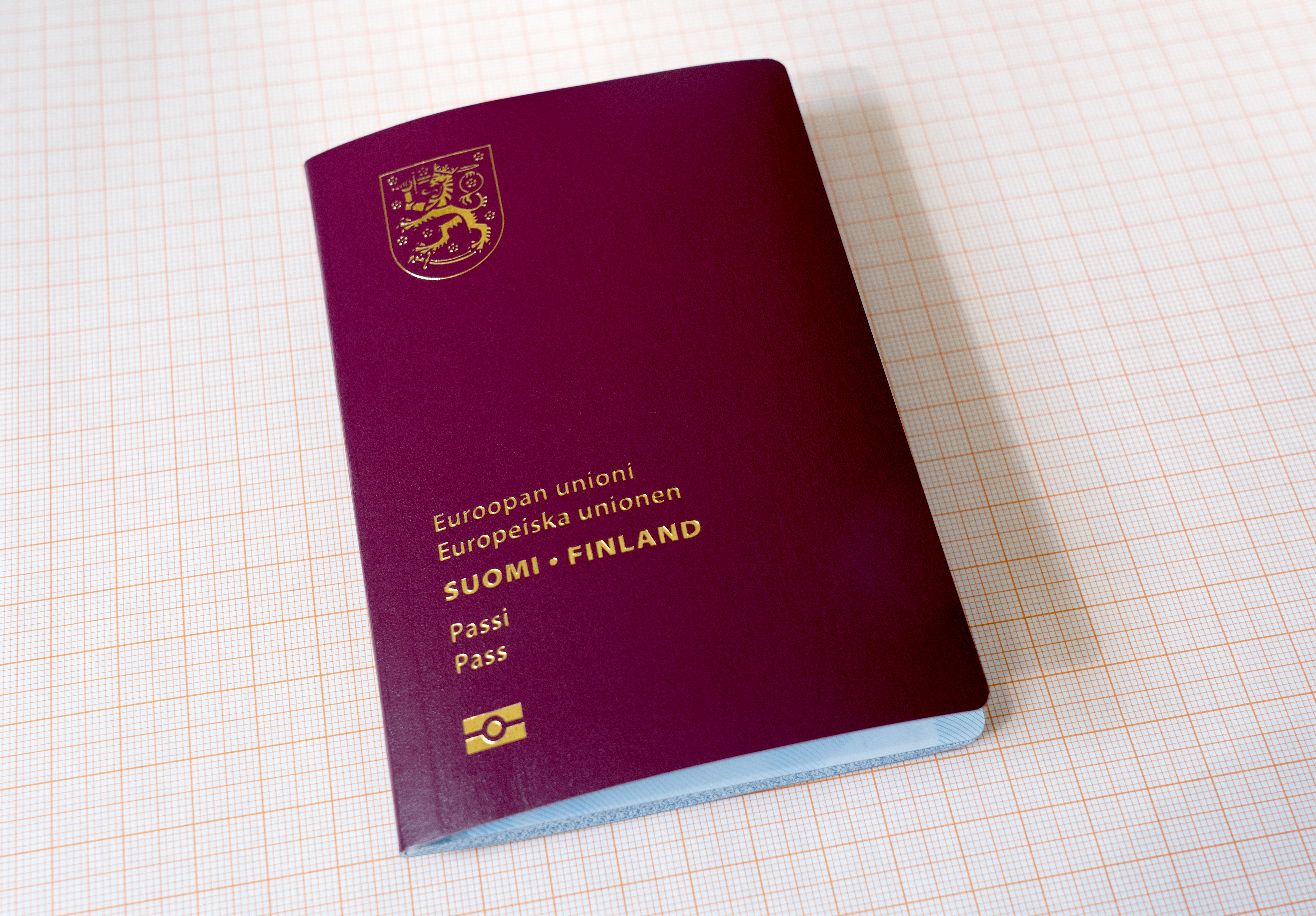
نمایی از یک‌نسخه گذرنامهٔ فنلاندی در سال ۲۰۰۶

گذرنامهٔ فنلاندی یک مدرک سفر بین‌المللی است که توسط کشور فنلاند صادر می‌شود و بنا بر داده‌های سال ۲۰۲۳، دارندگان آن می‌توانستند به ۱۹۰ کشور دیگر بدون دریافت ویزا سفر کنند یا ویزا را در بدو ورود دریافت نمایند. این گذرنامه بر اساس رتبه‌بندی شاخص گذرنامهٔ هنلی در سال ۲۰۲۳ در رتبهٔ ۳ قرار داشت.